# Tytthoscincus leproauricularis
Tytthoscincus leproauricularis — вид сцинкоподібних ящірок родини сцинкових (Scincidae). Ендемік Малайзії. Описаний у 2016 році.

## Поширення і екологія
Tytthoscincus leproauricularis відомі з типової місцевості, розташованої на західних схилах гори Пенріссен в штаті Саравак на півострові Калімантан, на висоті 1100 м над рівнем моря. Вони живуть у високогірних мішаних діптерокарпових лісах, серед опалого листя.